# Apa Sâmbetei
Apa Sâmbetei (pronunciat en romanès: [ˈApa ˈsɨmbetej]; literalment aigua del dissabte) és el nom que rep en la mitologia romanesa l'oceà mundial, l'oceà que es deia que englobava tota la terra. La seva descripció varia segons la regió. Es descriu com a bullent a causa de la proximitat de l'infern (a Bucovina), o com a freda, ja que es diu que el Regne de Déu hi està construït damunt. Es diu que les ànimes dels difunts segueixen el curs dels rius fins a l'Apa Sâmbetei. Els corrents d'aquest oceà envolten la terra tres vegades abans de baixar a l'infern amb el propòsit de transportar les ànimes a l'altra vida. És a causa d'aquesta creença que els romanesos fan el signe de la creu abans de beure d'un rierol, per tal d'assegurar-se que no “beuen” una d'aquestes ànimes. També a Bucovina, es creu que una dona no pot creuar l'Apa Sâmbetei, sinó només els homes, especialment els monjos que es considerava que vivien una vida piadosa.

## Ús contemporani
La paraula aigua del dissabte s'utilitza sovint en romanès col·loquial en l'expressió sa dus pe Apa Sâmbetei! (ha anat a l'aigua del dissabte), és a dir, que alguna cosa ha fallat o s'ha malgastat.